# 魯班寺
魯班寺位於四川省巴中市通江縣，文物遺址年代判定為清。2012年7月16日公佈為第八批四川省文物保護單位。
魯班寺位於四川省巴中市通江縣諾水河鎮魯壩村五組，清康熙伍拾貳禩、大漢元年分別進行了維修。建築坐北向南，占地面積568.08平方公尺，平面呈四合院佈局，由前殿、正殿、左右廂房組成，採取嚴格對稱的院落式佈局，平面佈局由南向北次第升高，主體建築在一條中軸線上，附屬建築左右對稱配列。建築為抬梁木結構，青瓦屋面，前殿、正殿明間均為雙重簷，歇山式頂，四角微翹，辟內回廊，夯土地面，下築台，掉簷柱、排水設施齊全。該建築裝飾精美，翹角飛簷，飄逸俊美，具有較高的歷史、藝術研究價值。1994年，魯班寺被通江縣人民政府公佈為縣級文物保護單位。